# 伊戈尔·克利缅科
伊戈爾·弗拉基米羅維奇·克利缅科（烏克蘭語：Ігор Володимирович Клименко，羅馬化：Ihor Volodymyrovych Klymenko，發音：[ˈiɦɔr ʋɔlɔˈdɪmerɔʋet͡ʃ kleˈmɛnkɔ]；1972年10月25日—），乌克兰警察将军，自2023年2月7日起担任内务部長（轉正，原先自1月18日起代理），接替墜機身亡的杰尼斯·莫纳斯特尔斯基。曾于2019年9月25日至2023年1月19日間担任乌克兰国家警察總長。